# 오스틴 니컬스
오스틴 니컬스(Austin Nichols, 1980년 4월 24일 ~ )는 미국의 배우이다.

## 출연 작품
- 투모로우